# Wiceprezydenci Laosu
Wiceprezydenci Laosu − urząd wiceprezydenta został utworzony w Laosie w 1996 roku, wyboru dokonuje Zgromadzenie Narodowe.
| l.p. | Wiceprezydent         |  | Data objęcia urzędu | Data złożenia urzędu | Partia                              |  |
| ---- | --------------------- |  | ------------------- | -------------------- | ----------------------------------- |  |
| 1    | Sisavath Keobounphanh |  | 1996                | 1998                 | Laotańska Partia Ludowo-Rewolucyjna |  |
| 2    | Oudom Khattigna       |  | 1998                | 1999                 | Laotańska Partia Ludowo-Rewolucyjna |  |
| *    | Wakat                 |  | 1999                | 2001                 |                                     |  |
| 3    | Choummaly Sayasone    |  | 2001                | 2006                 | Laotańska Partia Ludowo-Rewolucyjna |  |
| 4    | Boungnang Vorachith   |  | 2006                | 2016                 | Laotańska Partia Ludowo-Rewolucyjna |  |
| 5    | Phankham Viphavan     |  | 2016                |                      | Laotańska Partia Ludowo-Rewolucyjna |  |